# Charmeil
Charmeil é uma comuna francesa na região administrativa de Auvérnia-Ródano-Alpes, no departamento Allier. Estende-se por uma área de 7,42 km². Em 2010 a comuna tinha 1 026 habitantes (densidade: 138,3 hab./km²).